# Моттеджана
Моттеджана (итал. Motteggiana) — коммуна в Италии, располагается в регионе Ломбардия, подчиняется административному центру Мантуя.
Население составляет 1959 человек, плотность населения составляет 82 чел./км². Занимает площадь 24 км². Почтовый индекс — 46020. Телефонный код — 0376.
Покровителем коммуны почитается блаженный Иероним, празднование 30 сентября.

## Города-побратимы
- Туран, Израиль (2012)